# Oleg (croiseur)
L’Oleg (en russe : Олег), est un croiseur protégé de la classe Bogatyr en service dans la Marine impériale de Russie. Ce bâtiment de guerre prit part à la guerre russo-japonaise de 1904-1905, à la Première Guerre mondiale.

## Historique
Ses  sister-ships furent
- le Bogatyr,
- le Otchakov (ex-Kagoul)
- le Pamiat Merkouria.

### Carrière dans la Marine impériale de Russie
L’Oleg commença sa carrière dans la flotte de la Baltique, le 18 novembre 1901. Les relations diplomatiques entre le Japon et la Russie se détériorant, le croiseur fut transféré en Extrême-Orient, il intégra la 2e escadre du Pacifique. Placé sous le commandement de l'amiral Enkvist (1849-1912), ce bâtiment de guerre prit part à la bataille de Tsushima, le 27 mai 1905, où il est attaqué par des croiseurs de la flotte japonaise. Avec l’Aurore l’Oleg parvient à quitter le combat et met le cap sur Manille, où il est interné par les Américains. 
De retour en mer Baltique, le 29 décembre 1907, l’Oleg subit quelques rénovations, particulièrement les machines et la structure du navire.

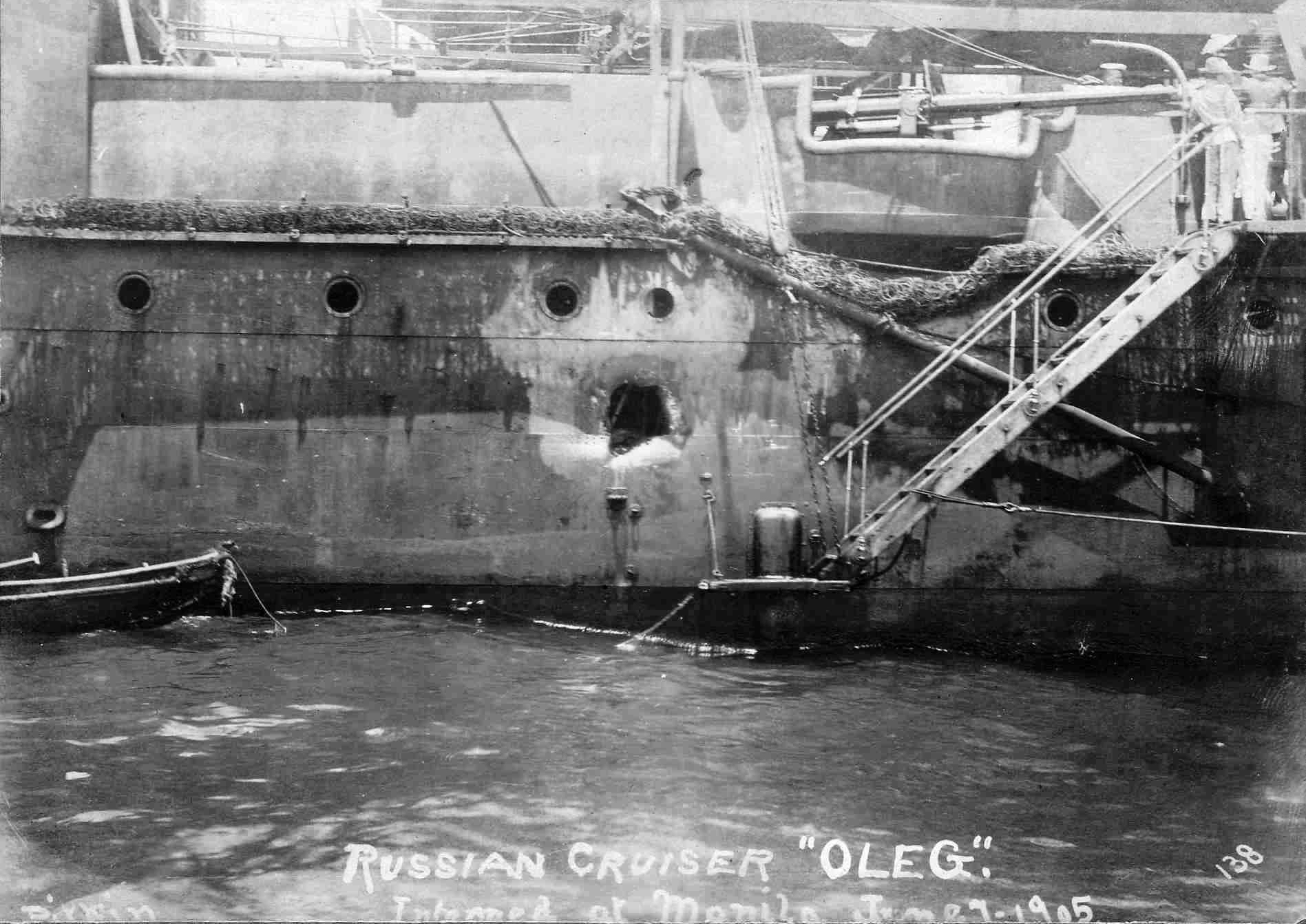
L’Oleg endommagé au cours de la Bataille de Tsushima

Au cours de la Première Guerre mondiale, l’Oleg appartint à la 1re brigade de croiseurs, placés sous le commandement de Mikhaïl Koronatovitch Bakhirev (1868-1920). L’Oleg, l’Amiral Makarov, le Baïan et le Bogatyr prennent part à la bataille de l'île de Gotland, le 2 juillet 1915. Ils engagent le combat contre les croiseurs allemands SMS Albatross, SMS Roon, SMS Augsburg, SMS Lübeck et sept torpilleurs. Le SMS Albatross est gravement endommagé, plusieurs navires russes et allemands sont également touchés. 
À l'hiver 1916, l’Oleg est converti en navire de la Croix-Rouge de la flotte de la Baltique. Du 5 avril au 10 avril 1918, l’Oleg prend part à la croisière de glace de la flotte de la Baltique et quitte le port d'Helsingfors pour se rendre à Kronstadt.
Les 6 novembre et 7 novembre 1917, les membres d'équipage de l’Oleg prennent une part active dans la Révolution d'Octobre. Après la Révolution russe, le croiseur reste en service dans la flotte de la mer Baltique.
L’Oleg est torpillé par la vedette britannique CMB-4 à Kronstadt, le 17 juillet 1919 lors de la guerre d'indépendance de l'Estonie. En 1919, certaines armes du croiseur sont conservées (canons de 130 mm), d'autres furent détruites en 1933. L’Oleg est démantelé en 1938.